# Santa Maria in Duno
Santa Maria in Duno è una frazione del comune di Bentivoglio nella città metropolitana di Bologna.

## Geografia
Si trova a circa 1,63 chilometri ad ovest del capoluogo di comune. A nord e ad est corre il Canale Emiliano Romagnolo, mentre subito ad ovest del paese si sviluppa l’area produttiva dell’Interporto di Bologna.

## Storia
Un documento del 1176 testimonia che il territorio circostante l’abitato, denominato frassineta, fu rivendicato da Bologna a danno di Sancta Maria in Dunis. L’etimologia del nome viene fatta risalire alla parola di origine gallica dunum, cioè luogo fortificato.
Fino al 1885 il territorio comunale ricadeva sotto il nome di Santa Maria in Duno, ma dal 1º gennaio 1886 un regio decreto designò capoluogo Bentivoglio.

## Luoghi di interesse
Se l’attuale chiesa parrocchiale è dedicata a Sant'Andrea, quella originaria era dedicata a Santa Maria: a causa di frequenti inondazioni, però, questo edificio venne abbandonato e trasformato in oratorio. La chiesa di Sant’Andrea Apostolo ha origini antiche. Sottoposta alla pieve di San Giorgio fino al XV secolo e poi a quella di San Marino di Bentivoglio, deve il suo attuale aspetto neoclassico a diverse ristrutturazioni tra il XVI e XIX secolo.

## Infrastrutture e trasporti
La frazione è collegata al capoluogo comunale tramite via Santa Maria in Duno e la SP 44 Bassa Bolognese, che la collega anche a San Giorgio di Piano.
Santa Maria in Duno è servita da due linee di autobus, la 442 e la 445, gestite dalla TPER: la prima passa da Bentivoglio e termina a Castel Maggiore; la seconda ha un percorso simile ma giunge fino a Bologna.